# Hemipus
Hemipus – rodzaj ptaków z rodziny wangowatych (Vangidae).

## Zasięg występowania
Rodzaj obejmuje gatunki występujące w Azji Południowej i Południowo-Wschodniej.

## Morfologia
Długość ciała 14–15 cm; masa ciała 8,5–14 g.

## Systematyka
Rodzaj zdefiniował w 1844 roku angielski przyrodnik Brian Houghton Hodgson. Jako gatunek typowy wyznaczył kruczynka białoskrzydłego (H. picatus).  

### Etymologia
- Hemipus: gr. ἡμιπους hēmipous, ἡμιποδος hēmipodos „półstopa, mała stopa”; od ἡμι- hēmi- „mały”, od ἡμισυς hēmisus „pół”; πους pous, ποδος podos „stopa”[9].
- Lanaria: etymologia niejasna, być może źle zapamiętana odmiana rodzaju Lanius Linnaeus, 1758 (dzierzba) lub Lanarius Lesson, 1843 (sokół), w aluzji do jego pokrewieństwa z dzierzbami i rzekomych nawyków drapieżnych[10]. Typ nomenklatoryczny: Muscicapa picata Sykes, 1832.
- Myiolestes: gr. μυια muia, μυιας muias „mucha”; λη̣στης lēistēs „złodziej, rabuś”, od λῃστευω lēisteuō „kraść”[11]. Typ nomenklatoryczny: Muscicapa obscura[b] Horsfield, 1821 (= Muscicapa hirundinacea Temminck, 1822).
- Cabanisia: prof. Jean Louis Bennoit Cabanis (1816–1906), niemiecki ornitolog, założyciel i redaktor czasopisma „Journal für Ornithologie” w 1853 roku[12]. Typ nomenklatoryczny: Muscicapa hirundinacea Temminck, 1822.

### Podział systematyczny
Do rodzaju należą następujące gatunki:
- Hemipus picatus (Sykes, 1832) – kruczynek białoskrzydły
- Hemipus hirundinaceus (Temminck, 1822) – kruczynek czarnoskrzydły